# گرد خلیکه
گرد خلیکه مربوط به دوران پیش از تاریخ ایران باستان است و در بوکان، شمال شهر واقع شده و این اثر در تاریخ ۱۶ دی ۱۳۴۵ با شمارهٔ ثبت ۵۷۹ به‌عنوان یکی از آثار ملی ایران به ثبت رسیده است.